# Sitarion
Sitarion war ein griechisches Gewichtsmaß und galt als das kleinste Medizinalgewicht. Das Maß ist vergleichbar mit der Kölner Mark.  
- 1 Sitarion = 1/12 Obolus = 1/72 Drachme